# Crumenulopsis
Crumenulopsis — рід грибів родини Helotiaceae. Назва вперше опублікована 1969 року.

## Класифікація
До роду Crumenulopsis відносять 5 видів:
- Crumenulopsis atropurpurea
- Crumenulopsis lacrimiformia
- Crumenulopsis lacrimiformis
- Crumenulopsis pinicola
- Crumenulopsis sororia